# Orgañá
Orgañá (oficialmente y en catalán Organyà) es un municipio y localidad española de la provincia de Lérida, en la comunidad autónoma de Cataluña. El término municipal, ubicado en la comarca pirenaica del Alto Urgel y por el que discurre el río Segre, tiene una población de 811 habitantes (INE 2024).

## Toponimia
El nombre del lugar puede aparecer mencionado con las grafías Orgañá, Orgaña y Organyá. El nombre oficial actual del municipio es Organyà.

## Clima
De acuerdo a la clasificación climática de Köppen Orgaña tiene un clima húmedo subtropical de tipo Cfa.
| Parámetros climáticos promedio de Orgaña en el periodo 1961-1999 | Parámetros climáticos promedio de Orgaña en el periodo 1961-1999 | Parámetros climáticos promedio de Orgaña en el periodo 1961-1999 | Parámetros climáticos promedio de Orgaña en el periodo 1961-1999 | Parámetros climáticos promedio de Orgaña en el periodo 1961-1999 | Parámetros climáticos promedio de Orgaña en el periodo 1961-1999 | Parámetros climáticos promedio de Orgaña en el periodo 1961-1999 | Parámetros climáticos promedio de Orgaña en el periodo 1961-1999 | Parámetros climáticos promedio de Orgaña en el periodo 1961-1999 | Parámetros climáticos promedio de Orgaña en el periodo 1961-1999 | Parámetros climáticos promedio de Orgaña en el periodo 1961-1999 | Parámetros climáticos promedio de Orgaña en el periodo 1961-1999 | Parámetros climáticos promedio de Orgaña en el periodo 1961-1999 | Parámetros climáticos promedio de Orgaña en el periodo 1961-1999 |
| Mes | Ene.                                                             | Feb.                                                             | Mar.                                                             | Abr.                                                             | May.                                                             | Jun.                                                             | Jul.                                                             | Ago.                                                             | Sep.                                                             | Oct.                                                             | Nov.                                                             | Dic.                                                             | Anual                                                            |
| --- | ---------------------------------------------------------------- | ---------------------------------------------------------------- | ---------------------------------------------------------------- | ---------------------------------------------------------------- | ---------------------------------------------------------------- | ---------------------------------------------------------------- | ---------------------------------------------------------------- | ---------------------------------------------------------------- | ---------------------------------------------------------------- | ---------------------------------------------------------------- | ---------------------------------------------------------------- | ---------------------------------------------------------------- | ---------------------------------------------------------------- |
| Temp. media (°C) | 3.4                                                              | 5.3                                                              | 8.4                                                              | 10.3                                                             | 14.8                                                             | 19.5                                                             | 22.9                                                             | 22.1                                                             | 18.0                                                             | 12.3                                                             | 7.1                                                              | 3.9                                                              | 12.3                                                             |
| Precipitación total (mm) | 38.8                                                             | 32.1                                                             | 40.5                                                             | 56.2                                                             | 80.0                                                             | 65.6                                                             | 48.7                                                             | 73.9                                                             | 73.5                                                             | 59.9                                                             | 67.4                                                             | 48.0                                                             | 684.5                                                            |
| Fuente: Ministerio de Agricultura, Alimentación y Medio Ambiente. Datos de precipitación para el periodo 1961-1999 y de temperatura para el periodo 1972-1999 en Orgaña 11 de noviembre de 2012 |                                                                  |                                                                  |                                                                  |                                                                  |                                                                  |                                                                  |                                                                  |                                                                  |                                                                  |                                                                  |                                                                  |                                                                  |                                                                  |

## Historia
En el acta de consagración de la catedral de Urgel aparece citado el topónimo Organius. Perteneció al priorato de Organyà, fundado en 1090 por Bernat Guillem y más adelante al vizcondado de Castellbó.
En 1904, el historiador Joaquim Miret i Sans encontró en la rectoría de esta localidad una de las prosas más antiguas escritas en catalán: las Homilías de Organyà. Está compuesto por seis sermones que incluyen comentarios de los Evangelios y epístolas. Su datación se fija a finales del siglo XII o principios del siglo XIII y se cree que se trata de la adaptación de un sermonario de origen provenzal. El manuscrito original se conserva en la Biblioteca de Cataluña, aunque en Orgañá se exponen las reproducciones del documento en la oficina de turismo, ubicada en la plaza de las Homilías.
En el censo de 1910 figuraba con 1235 habitantes y hacia finales de esa misma década la población del municipio había descendido a 1155 habitantes.

## Demografía

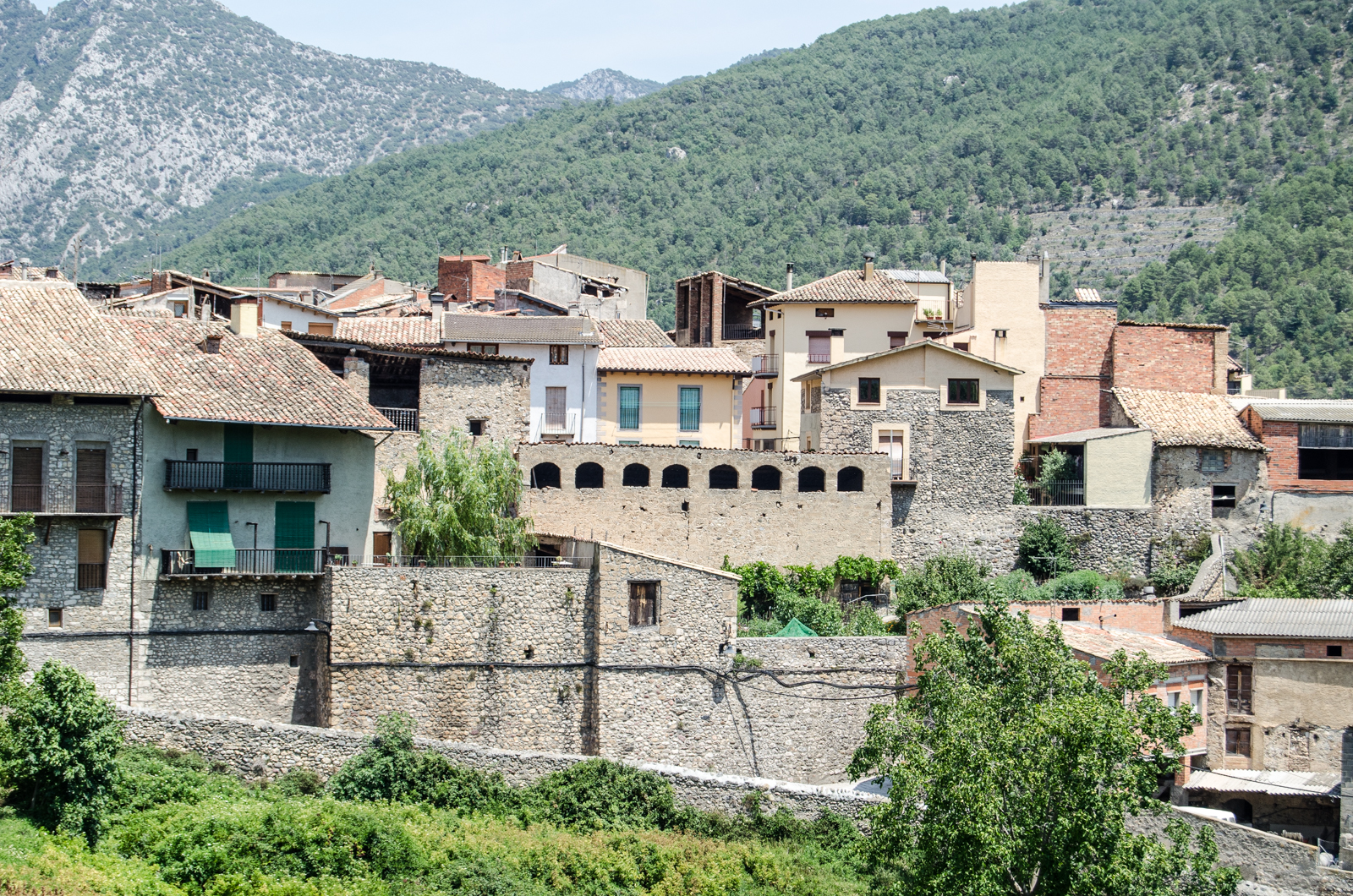
Vista de la localidad desde el sur

Cuenta con una población de 811 habitantes (INE 2024).
| Gráfica de evolución demográfica de Organyà entre 1842 y 2021 |
| |
| Población de derecho según los censos de población del INE Población de hecho según los censos de población del INEEn estos censos se denominaba Orgaña: 1842, 1857, 1860, 1877, 1887, 1897, 1900, 1910, 1920, 1930, 1940, 1950, 1960, 1970 y 1981 Entre el censo de 1857 y el anterior, crece el término del municipio porque incorpora a 255294 (Priorato de Trespons) |

## Administración local y política
| Periodo   | Nombre              | Partido |
| --------- | ------------------- | ------- |
| 1979-1983 | Antoni Vila Baraut  | CIU     |
| 1983-1987 | Antoni Vila Baraut  | CIU     |
| 1987-1991 | Antoni Vila Baraut  | CIU     |
| 1991-1995 | Antoni Vila Baraut  | CIU     |
| 1995-1999 | Joan Busquets Grau  | CIU     |
| 1999-2003 | Joan Busquets Grau  | CIU     |
| 2003-2007 | Joan Busquets Grau  | CIU     |
| 2007-2011 | Antoni Fiol Colomar | PSC     |
| 2011-2015 | Antoni Fiol Colomar | PSC     |
| 2015-2019 | Celestí Vilà Betriu | CIU     |
| 2019-2023 | Celestí Vilà Betriu | JxCat   |

## Economía
La ganadería tiene un peso económico destacado, principalmente el ganado bovino destinado a la producción de leche. La mayoría de las tierras de cultivo se dedican a los pastos para alimentar al ganado.
Parte de la población depende económicamente de la fábrica de electrodomésticos Taurus instalada en el municipio en la década de 1970. Otra fábrica ubicada en la localidad, es la fábrica de embutido Obach.
En la actualidad Orgañá dispone de un variado comercio, orientado al viajero que va de paso, a lo largo de la carretera de Lérida a Andorra, y que atraviesa el mismo. La industria de la construcción también ha tenido su espacio, con la edificación de viviendas de segunda residencia.
Por último, en los últimos años ha tomado fuerza la promoción del deporte de parapente que se practica en las afueras de Orgañá, en la conocida como "Montaña Mágica". En esta ubicación se encuentra una escuela de parapente que ofrece tanto formación para pilotos como vuelos biplaza en parapente para las personas que quieran tener una primera toma de contacto con este deporte.

## Patrimonio

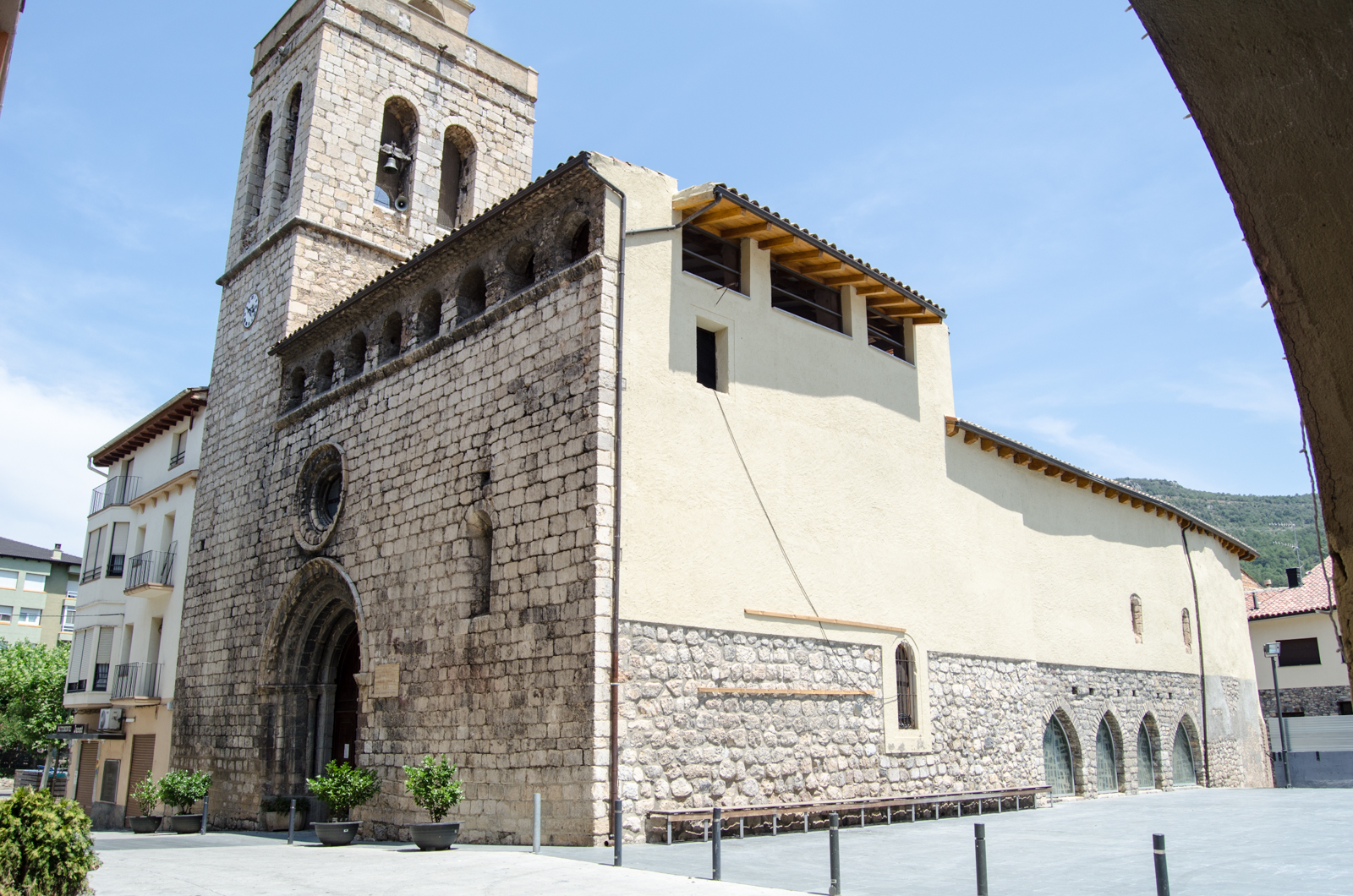
Iglesia-colegiata de Santa María

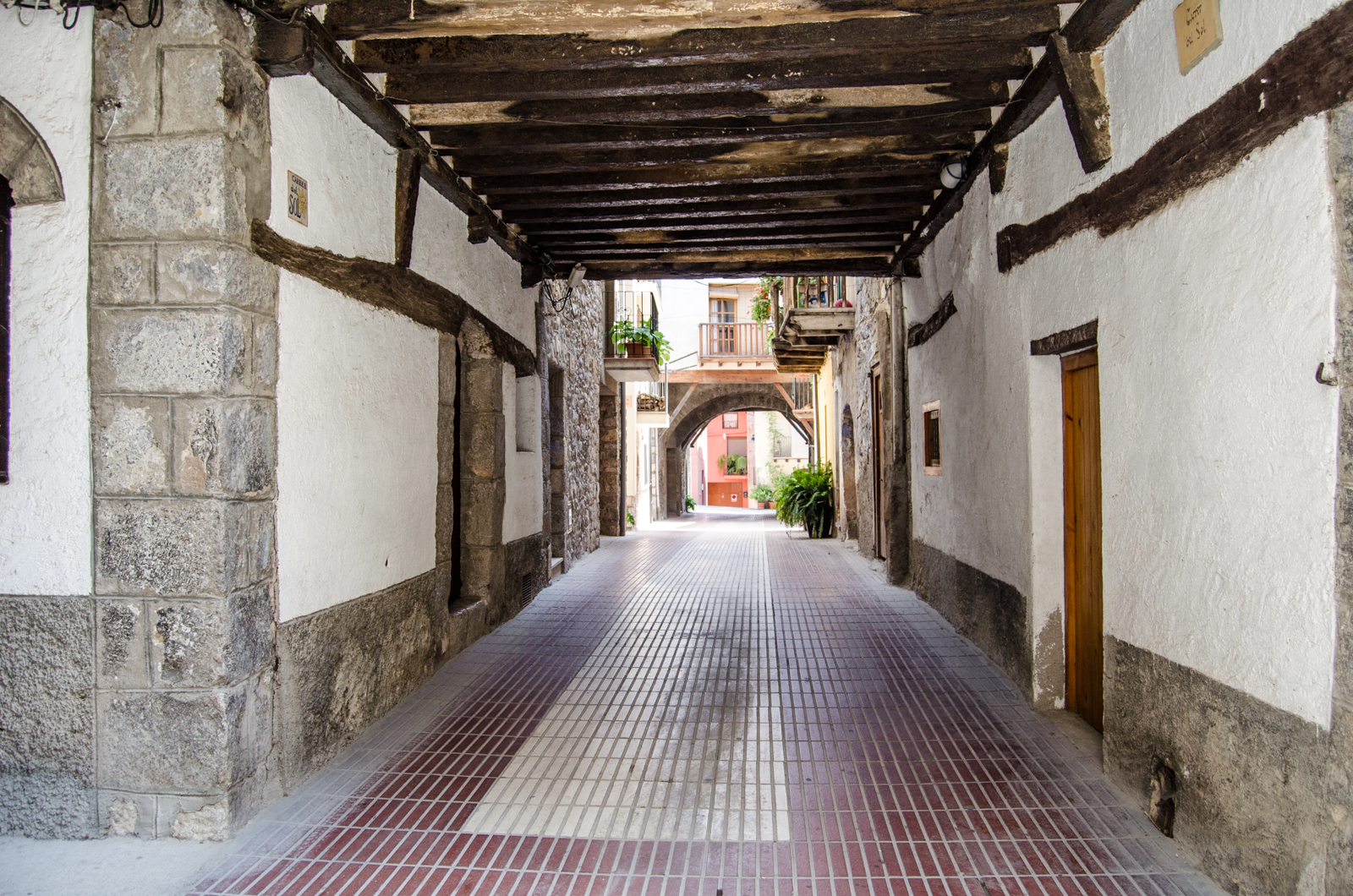
Pasadizo en el casco antiguo

La iglesia colegiata de Santa María fue la sede del antiguo priorato. Fue edificada en tiempo del obispo Sala (981-1010). Se trata de un edificio de estilo románico compuesto por tres naves. La portalada está compuesta por varias arquivoltas; una de ellas está decorada con bolas. Se conserva parte del ábside con dos ventanas, un friso en forma de dientes de sierra y arquerías. Del singular edificio se conservan el ábside, semicircular ornamentado con un friso con arcuaciones lombardas, y el muro de poniente, en donde se abre la puerta; Santa María de Organyà ha sido remodelada en varias épocas. Aparece citada ya en el acta de consagración de la catedral de Urgel; el templo fue consagrado en 1057 por el obispo de Urgel Guillem de Cerdanya. Tiene el estatus de bien de interés cultural.
En la montaña de Santa Fe, de 1207 m de altitud, se encuentra la ermita de Santa Fe de Mont-roi. Es de nave única con cubierta de bóveda de cañón. El templo fue ampliado en 1880.

## Fiestas
Orgañá celebra su fiesta mayor el 15 de agosto.